# Barsine flavodiscalis
Barsine flavodiscalis là một loài bướm đêm thuộc phân họ Arctiinae, họ Erebidae. Nó được tìm thấy ở Borneo và bán đảo Mã Lai. Nó được tìm thấy ở vùng rừng trên núi có đô cao từ 1.050 và 1.930 mét.